# Den Kaat
Den Kaat est un hameau dans la commune néerlandaise de Hardenberg, dans la province d'Overijssel. Den Kaat appartient à Balkbrug, et est situé au nord de ce village.